# 震天雷
震天雷，北宋後期發展的火藥武器，身粗口小內盛火藥，外殼以生鐵包裹，上安以引信，使用時根據目標遠近，決定引線的長短。引爆後能將生鐵外殼炸成碎片，並打穿鐵甲。是手榴彈的前身。
蒙古南侵之时，金军也学会以火药武器抗蒙。金天兴元年（1232年），赤盏合喜駐守汴京，「其守城之具有火炮名『震天雷』者，铁礶盛药，以火点之，炮起火发，其声如雷，闻百里外，所爇围半亩之上，火点著甲铁皆透」，時蒙古軍攻城，連攻十六日還打不下來。
南宋军队也同样以之抗蒙。元至元十四年（1277年），元兵攻静江（今广西桂林），静江外城被攻破，守将“娄钤辖犹以二百五十人守月城不下”。元军围之十余日，“娄乃令所部入拥一火炮燃之，声如雷霆，震城土皆崩，烟气涨天外，兵多惊死者，火熄入视之，灰烬无遗矣”。